# گزانگبین

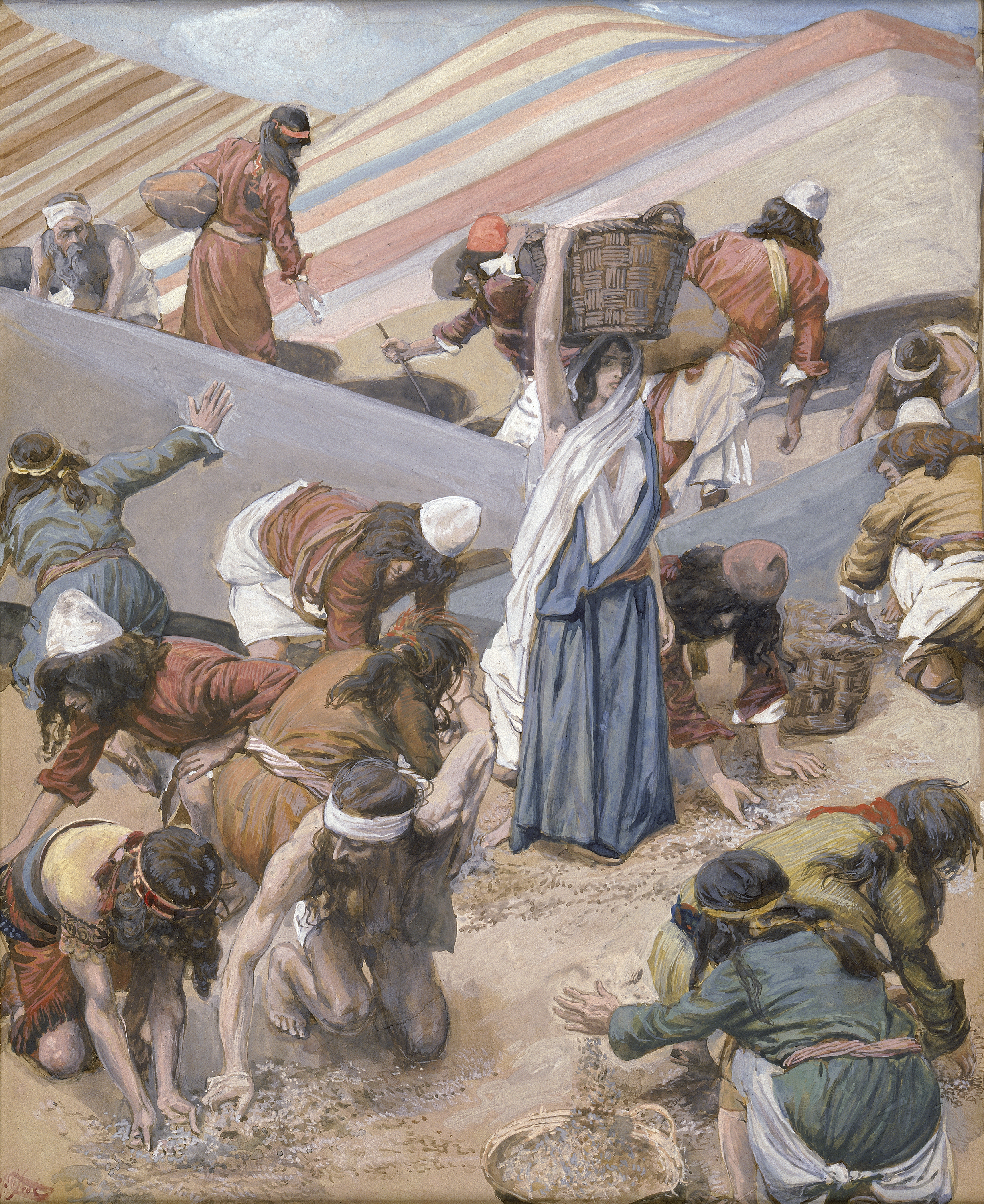
جمع کردن من توسط قوم اسراییل، نقاشی تیسوت

گزانگبین یا انگبین گون یا من نوعی مادهٔ خوراکی سفید رنگ و عسل‌مانند است که به‌طور مستقیم به‌وسیلهٔ حشره‌ای به نام پسیل‌گز با نام علمی (Cyamophila astragalicola) یا Cyamophila dicora Loginova یا به کمک حشره، بر روی گیاه گون یا خار انگبین تولید می‌شود. گزانگنبین در ادیان ابراهیمی غذایی است که خداوند در زمانی که قوم اسرائیل در بیابان بودند بر آن‌ها فرستاد. بهترین نوع این گیاه در ایران در کوهستان‌های خوانسار و گلپایگان یافت می‌شود.

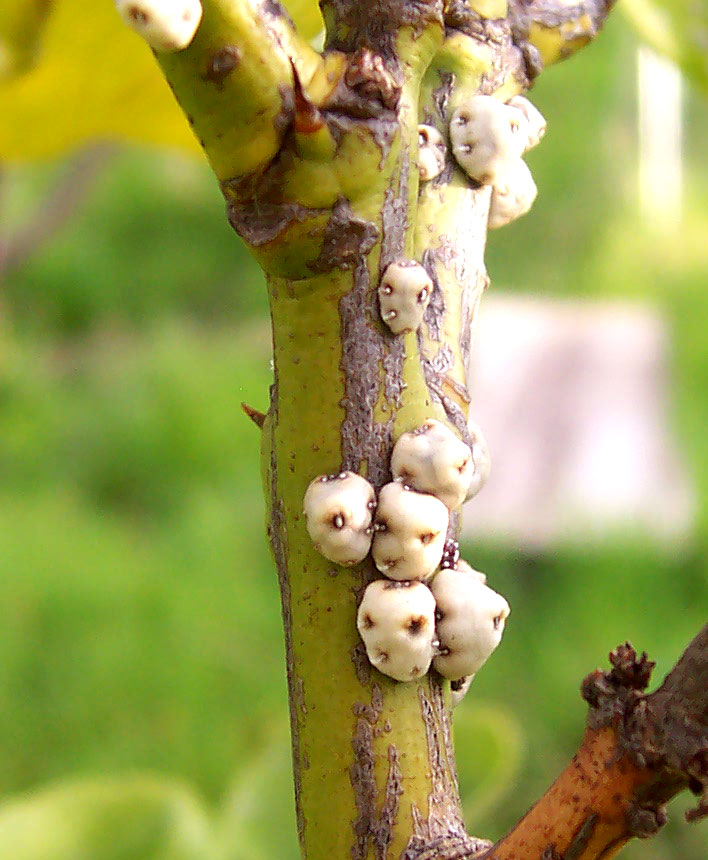
مورچه در حال خوردن صمغ درخت گز.

## شناسایی
در بین محققان در مورد این‌که من معادل چه چیزی بوده‌است اختلاف وجود دارد. بعضی اعتقاد دارند که ریشه لغت من از ریشه لغت منو در مصری به معنی غذا گرفته شده‌است. بعضی اعتقاد دارد که معادل صمغ درخت گز است که اعراب به فروش آن اشتغال داشتند؛ ولیکن صمغ درخت گز بیش‌تر از شکر تشکیل شده‌است و بعید است که بتواند مواد غذایی کافی را برای مردم در زمان طولانی تهیه کند و همچنین تبدیل آن به کیک عملاً غیرممکن است. در توصیف کتاب مقدس ممکن است لغت من از لغت «من هو» به معنی این چیست در زبان آرامی و عربی گرفته شده باشد. من ممکن است به معنی درخت یخ در زبان عربی نیز باشد. این توصیف ممکن است با شهدی که از بدن بعضی حشرات تولید می‌شود و قابل خوردن است مرتبط باشد که بعضی تصور می‌کنند معنی واقعی من است. در بیابان چنین ماده‌ای به زودی تبخیر شده و خراب می‌شود. این ماده منبع غذایی مناسبی است و دارای مقدار زیادی کربوهیدرات است. همچنین نوعی مورچه وجود دارد که از صمغ درخت گز تغذیه می‌کند. بعضی دیگر تصور می‌کنند که من در کتاب مقدس با گزانگبین در فارسی یکسان است. این ماده که سفید رنگ است و در قسمت غربی ایران، عراق و شرق ترکیه رایج است وقتی خشک شود تبدیل به گلوله‌های سفت می‌شود. سپس برای تهیه نان می‌توان این گلوله‌ها را پودر کرد که با توصیف کتاب مقدس هم‌خوانی دارد.

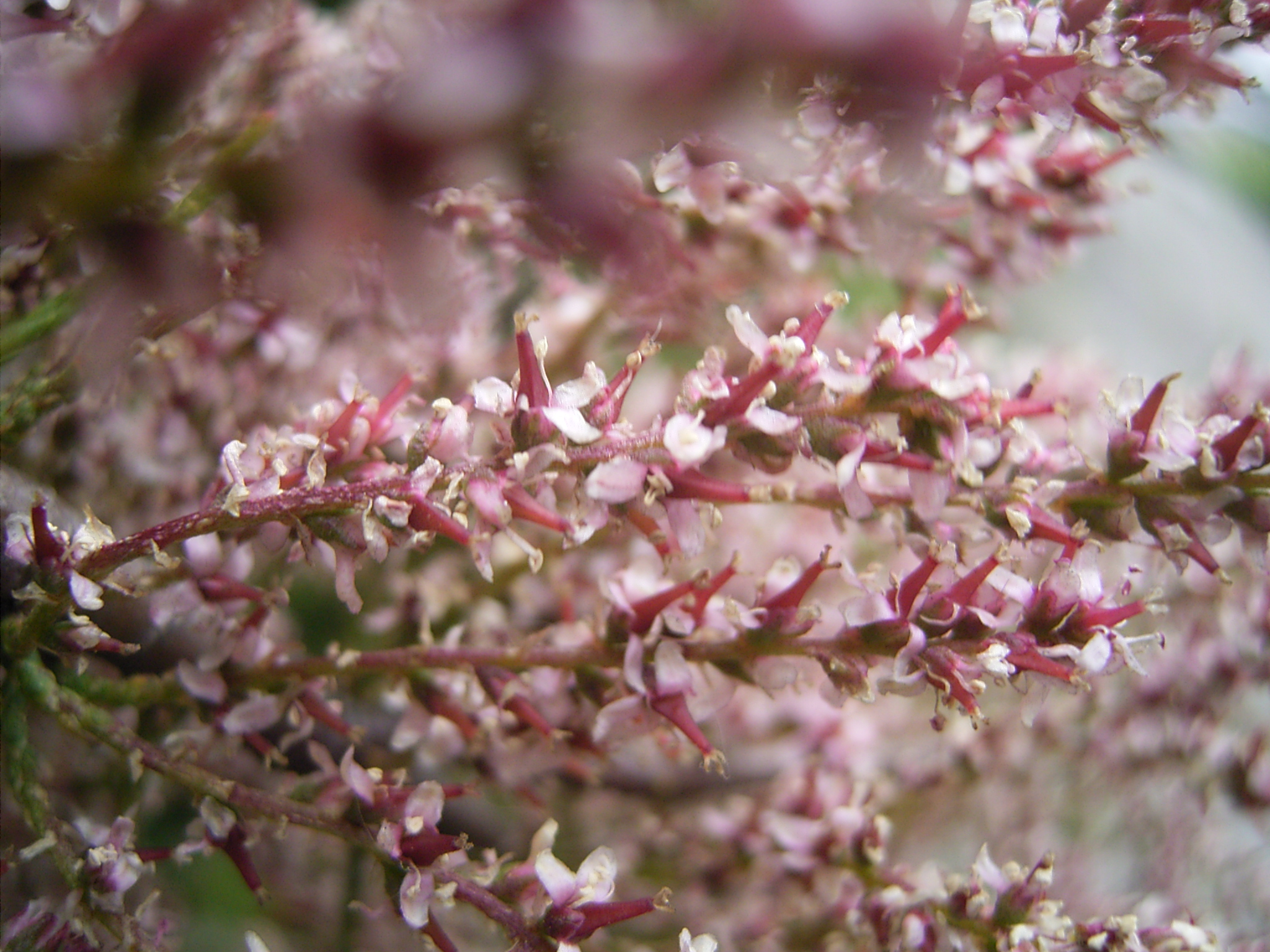
خوشه گز انگبین (گز فرانسوی)

## در گفتاوردها

### دانش‌نامه بریتانیا
در دانش‌نامه بریتانیا واژه Manna چنین تعریف شده‌است:
قسمی ماده خوراکی سفید رنگ و عسل مانند که مستقیماً به وسیله حشره یا به کمک حشره بر روی گیاه تولید می‌شود
ابوریحان بیرونی به تولید شهد توسط حشره بر روی گیاه پرخار اشاره می‌کند.
ادوارد فردریک (۱۸۱۹ م) در سفرنامه خود آورده‌است:
در ایران غالباً با نوعی شیرینی پذیرایی می‌شود که یکی از ترکیبات اصلی آن ماده شیرین سفید صمغ‌مانندی به نام گزانگبین است که همراه با گلاب و آرد و مغز پسته به صورت قرص شیرینی به قطر تقریباً هشت سانتیمتر و ضخامت کمتر از یک سانتیمتر ساخته می‌شود.
درختچه‌ای که بر روی آن گز یافت می‌شود و سرشاخه‌های آن شباهت به جارو دارد گون می‌نامند. همه جا، روی سرشاخه‌های جوان و زیر بوته‌ها، تکه‌های گز همانند ریزه‌های نخ همراه با تعداد بی شمار حشرات کوچک به وفور دیده می‌شد. فردریک می‌گوید: با نظر اهالی موافقم و بدون تردید، گز را تولید حیوانی می‌دانم. جالب توجه اینکه، نظریات فردریک بیشتر از یکصد و پنجاه سال مورد تأیید دیگران قرار نگرفت.

### میشنا
در میشنا که تفسیر شفاهی تورات است من ماده‌ای فرازمینی است که در روز ششم آفرینش توسط خداوند ایجاد شد و اطمینان حاصل گردید که این ماده پاک است.
تا رسیدن قوم اسراییل به کنعان آنها فقط من را به عنوان غذا مصرف می‌کردند. در توصیفات روحانیون یهودی گفته می‌شود که من آنقدر پاکیزه بود که هیچ نوع مدفوعی تولید نمی‌کرد و هیچ‌یک از قوم اسراییل نیازی به دفع مواد زائد نداشتند.
به نقل از سعدالدین

### تورات
در تورات دو جا از من نام برده شده‌است. اولین بار در خروج ۱۶ که تمامی داستان ذکر شده‌است و بار دیگر در اعداد ۱۱ که بخشی از آن ذکر شده‌است. در توصیف سفر خروج من چیزی نرم و دانه‌دانه ذکر شده‌است. در توصیف کتاب اعداد همراه با شبنم روزانه ذکر شده‌است. کتاب خروج ذکر می‌کند که اندازه من تقریباً مانند شبنم یخ زده بود و قبل از اینکه توسط خورشید نابود می‌شد باید جمع می‌گردید و مانند بذر گشنیز سفید بود. در کتاب اعداد توصیف آن مانند مقل ذکر شده‌است و اضافه می‌کند که اسرائیلی‌ها آن را پودر کرده و از آن کیک تولید می‌کردند. در کتاب خروج ذکر شده‌است که من خام مانند ویفری بود که از عسل درست شده بود. خدا به اسراییلیها دستور می‌دهد که تنها منی را که در آن روز تولید شده‌است جمع کنند. مقدار اضافه آن خراب شده و در آن کرم می‌رفت و بوی بد می‌داد. تنها استثنا شب شبات بود که در آن به اندازه دو روز من جمع می‌شد و به دستور خداوند خراب نمی‌شد: «این دستور پروردگار است فردا روز استراحت خواهد بود، شبات مقدس برای خداوند، پس هر چیزی می‌خواهید بپزید و هر چه می‌خواهید بجوشانید. هر چه اضافه ماند تا صبح نگاه دارید و آنها تا صبح نگاه داشتند همانگونه که موسی دستور داده بود و آن فاسد نشد و کرم نزد»

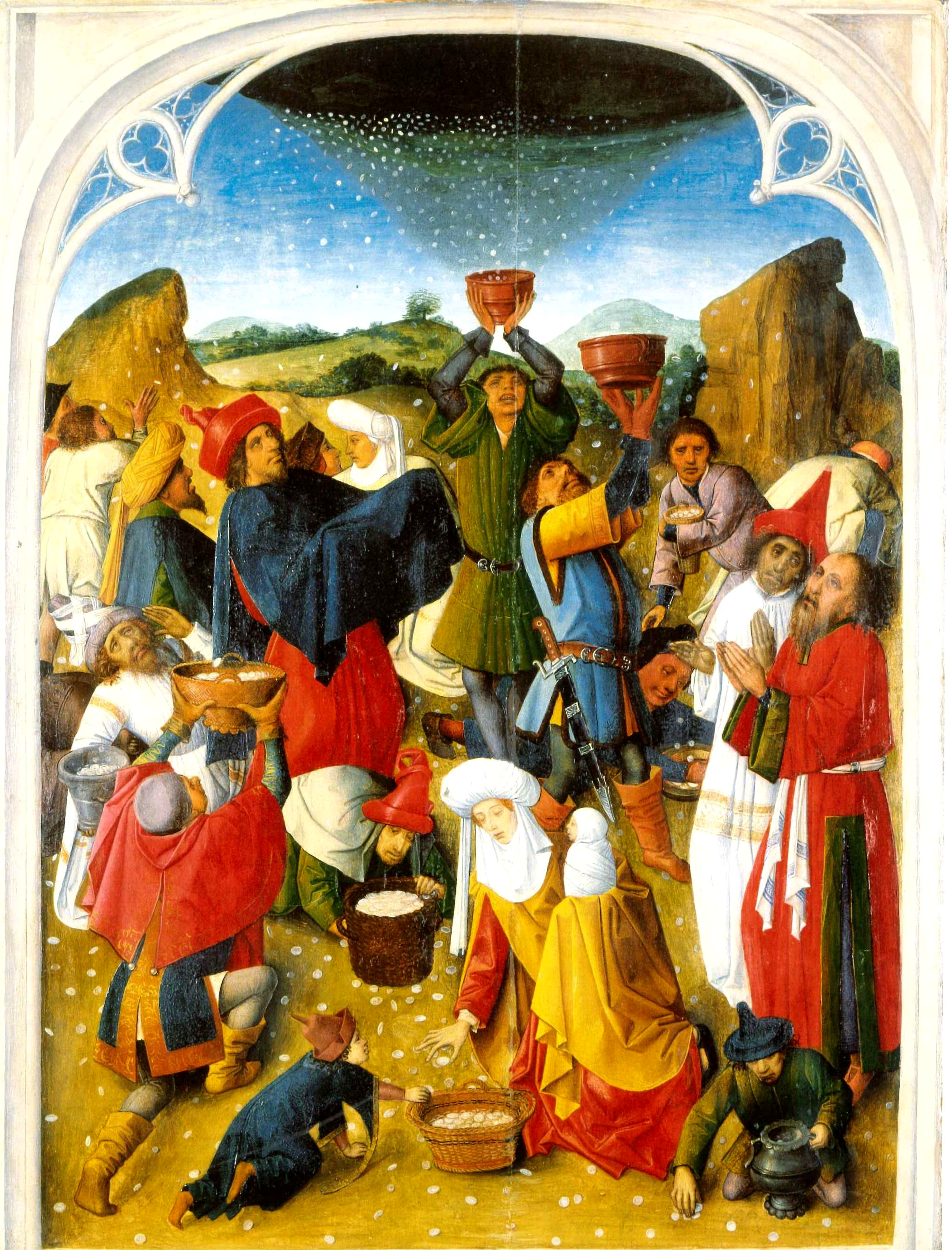
جمع کردن من، نقاشی قرن ۱۵.

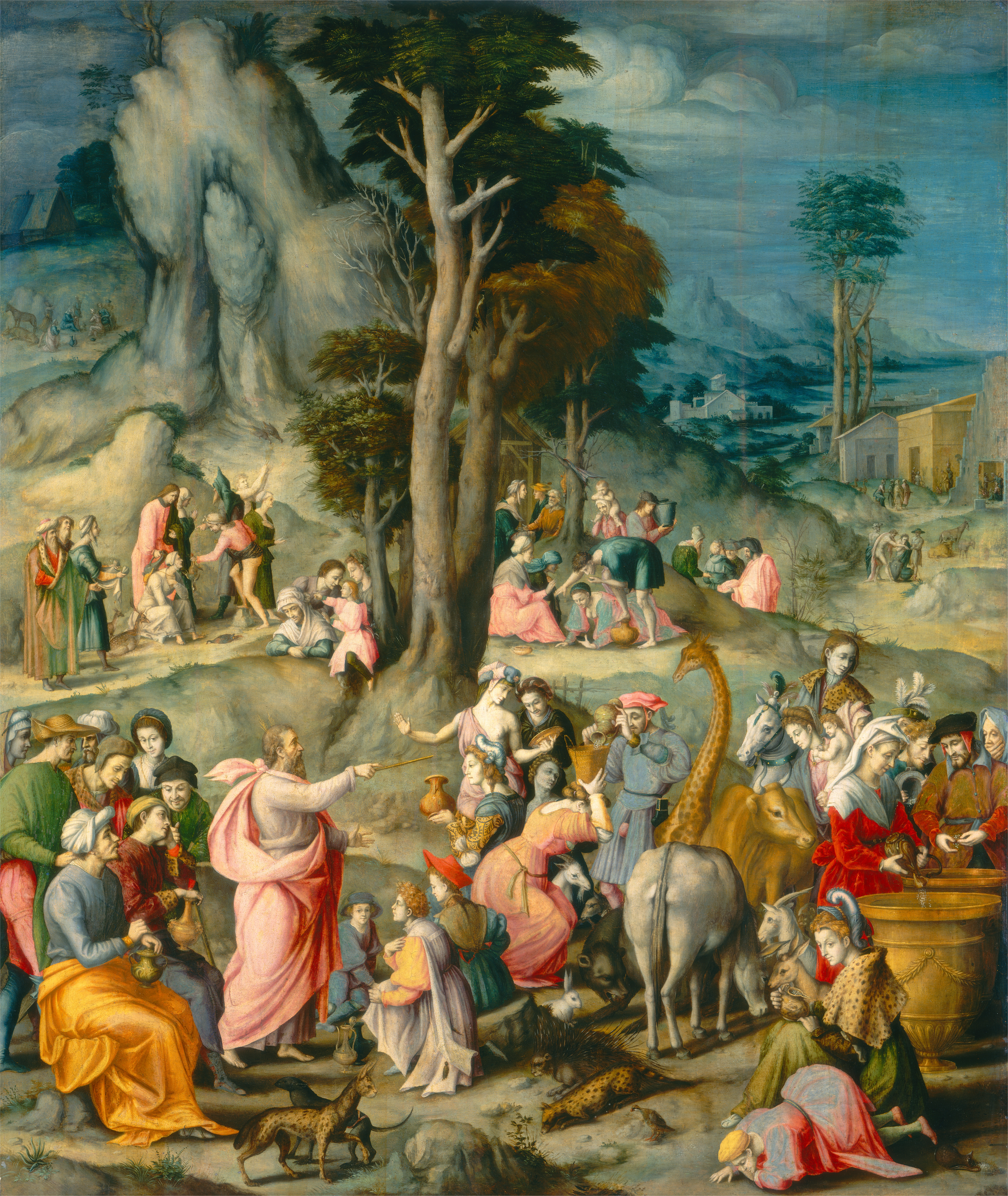
جمع کردن من نقاشی سال ۱۵۴۰ میلادی.

### قرآن
در قرآن و در آیه ۵۷ سوره بقره از من نام برده شده‌است:
این اتفاق مجدداً در سوره اعراف آیه ۱۶۰ نیز تکرار شده‌است.

### تحفه حکیم مؤمن
در تحفه حکیم مؤمن کتابی مفصل در طب سنتی ایران به تألیف محمد مؤمن حسینی دیلمی تنکابنی که برگرفته از منابع ایرانی، یونانی و هندی است، آمده‌است:
شبنمی است که بر درخت گز و سایر اشجار می‌نشیند و مانند ترنجبین منعقد می‌گردد. هرچه از درخت بلوط و گز به‌هم رسد با قوت قابضه می‌باشد و بهترین او سفید صاف است که مخلوط به برگ نباشد و در اول گرم و در خشکی معتدل و مقوی آلات غذا و تنفس و باقوت مسهله خصوصاً بیدانگبین و جالی و جهت خشونت سینه و ضیق النفس حار و سرفه و ریاح غلیظه دماغ ونزلات نافع، و قدر شربتش تا ربع رطل.